# Buch der Sprichwörter
| Ketuvim (Schriften) des Tanach                                                                      |
| --------------------------------------------------------------------------------------------------- |
| Sifrei Emet (poetische Bücher)                                                                      |
| - סֵפֶר תְּהִלִּים – Buch der Psalmen - אִיּוֹב – Ijob - מִשְלֵי שְׁלֹמֹה – Sprüche Salomos                          |
| חמש מגילות – Megillot (Festrollen)                                                                  |
| - רוּת – Buch Rut - שִׁיר הַשִּׁירִים – Hoheslied - קֹהֶלֶת – Kohelet - אֵיכָה – Klagelieder - אֶסְתֵּר – Buch Ester |
| Übrige                                                                                              |
| - דָּנִיּאֵל – Daniel - עֶזְרָא – Esra (einschließlich Nehemia) - דִּבְרֵי הַיָּמִים – Chronik (1–2 Chr)            |

| Lehr- bzw. Weisheitsbücher des Alten Testaments |
| --- |
| - Ijob (Hiob, Job) - Buch der Psalmen - Buch der Sprichwörter (Sprüche) - Kohelet (Prediger) - Hoheslied - Buch der Weisheit (katholisch und griech.-orthodox) - Jesus Sirach (Ecclesiasticus) (katholisch und griech.-orthodox) - Gebet des Manasse (griech.-orthodox) Namen nach dem ÖVBE. Pseudepigraphen der Septuaginta sind kursiv gesetzt. |

Das Buch der Sprichwörter (so der Titel in der Einheitsübersetzung, Abkürzung: Spr) ist ein Buch der Bibel. In jüdischen Bibelübersetzungen lautet der Titel Mischle, eine Bezeichnung nach dem Anfangswort des Textes: hebräisch מִשְלֵי שְׁלֹמֹה mišlej (šəlomoh). Im Tanach gehört Mischle zu den Ketuvim (Schriften), also zum dritten Teil des jüdischen Bibelkanons. In protestantischen Bibelübersetzungen hat das Werk folgende Buchtitel: Die Sprüche Salomos (Lutherbibel), Das Buch der Sprüche (Zürcher Bibel), Die Sprüche (Elberfelder Bibel). Der Titel in der lateinischen Vulgata lautet vollständig: Liber proverbiorum Salomonis, häufig verkürzt zu Proverbia. Im christlichen Alten Testament gehört das Sprüchebuch zu den Schriften der Dichtung und Weisheitsliteratur, die hier vor die Prophetenbücher gerückt sind.
Nach jüdischer Tradition geht das gesamte Buch auf Hiskija, den König von Juda, zurück (Babylonischer Talmud, Bava Batra 15a).
Die gegenwärtige Forschung nimmt eine längere Entstehungszeit der biblischen Sprichwortsammlung an, die von der Zeit des Königs Hiskia bis in das vierte, eventuell sogar dritte Jahrhundert vor Christus reicht. 

## Überschrift
Im Endtext trägt das Buch die Überschrift hebräisch מִשְלֵי שְׁלֹמֹה mišlej (šəlomoh) „Sprüche Salomos“ und bildet so mit Kohelet und dem Hohen Lied die Gruppe der Salomo zugeschriebenen biblischen Bücher. Salomo als Verfasser von 3000 Weisheitssprüchen ist ein Motiv, das sich im Tanach auch in 1 Kön 5,12  findet. Nach dem Midrasch Schir haSchirim schrieb Salomo das Hohelied in seiner Jugend, das Sprüchebuch in der Mitte seines Lebens und Kohelet im Alter.
Das hebräische Wort Maschal, welches im Status constructus (Plural) als Buchtitel Mischle (mišlej) erscheint, hat ein weites Bedeutungsspektrum. Es bezeichnet das Sprichwort, das Gleichniswort, den Weisheitsspruch, aber auch die Redensart oder das Spottlied (Travestie). Das Substantiv ist von der Verbalwurzel משל m-š-l, „gleich sein, gleichen“ abgeleitet, nach Martin Buber und Franz Rosenzweig (Die Schrift) kann man den Buchtitel daher übersetzen als: „Gleichsprüche“. Markus Witte zufolge ist der in verschiedenen protestantischen Bibelübersetzungen abgewandelte Buchtitel „Sprüche“ offener und daher der Vielfalt des Maschal angemessener als die von der Einheitsübersetzung in der Nachfolge der Vulgata gewählte Buchtitel „Sprichwörter.“
Im biblischen Sprüchebuch begegnen zwei Grundgattungen in zahlreichen Abwandlungen: 
- Sprichwörter, wie sie aus vielen Kulturen bekannt sind, formulieren das, was in der jeweiligen Gesellschaft als gesunder Menschenverstand (common sense) gilt, zuweilen humorvoll pointiert und als kleines sprachliches Kunstwerk. Sie dienen einer „milden sozialen Kontrolle.“
- Mahnwörter, formuliert als Prohibitiv (2. Person Singular, selten Plural) setzen eine Unterrichtssituation mit sozialem Gefälle zwischen Lehrer und Schüler voraus. Dem Schüler wird autoritativ vorgeschrieben, wie sein künftiges Verhalten auszusehen hat.

## Masoretischer Text
Man nimmt allgemein an, dass das Sprüchebuch einen längeren Wachstumsprozess durchlaufen hat. Das macht es selbst durch sieben Überschriften deutlich, die als Gliederungssignale dienen können. Diese Siebenteiligkeit ist gewollt, sie entspricht den sieben Säulen, mit denen die Weisheit nach Spr 9,1  ihr Haus gebaut hat. Dem Sprüchebuch ist Spr 1,1–7  als Prolog vorangestellt. Demnach enthält das Buch zunächst Weisheit für Anfänger (V.4: „Jugendliche“, „Unerfahrene“) und sodann für Fortgeschrittene (V.5: „Weise“, „Einsichtige“). Es führt so auf die beiden Abschlusskapitel 30 und 31 zu, die besonders anspruchsvolle Lehren bieten.
| Überschrift | Umfang      | Verse | Beschreibung |
| --- | ----------- | ----- | --- |
| Spr 1,1 „Die Sprüche Salomos, des Sohnes Davids, des Königs von Israel“                                          | 1–9         | 256   | Hauptsammlung |
| Spr 10,1 „Die Sprüche Salomos“                                                                                   | 10,1–22,16  | 375   | Hauptsammlung, bestehend aus zwei Teilsammlungen (10,1–15,32; 15,32–22,16). Sie zeichnet sich durch kurze Sentenzen (Kunstsprüche) aus, welche jeweils nur einen Vers lang sind.                                                       |
| Spr 22,17 „Worte der Weisen / Worte für Weise“                                                                   | 22,17–24,22 | 70    | Kleine Sammlung |
| Spr 24,23 „Auch dies sind Worte von Weisen / Worte für Weise“                                                    | 24,23–34    | 12    | Kleine Sammlung |
| Spr 25,1 „Auch dies sind Sprüche Salomos, die die Männer Chiskijas, des Königs von Juda, zusammengestellt haben“ | 25–29       | 138   | Hauptsammlung |
| Spr 30,1 „Worte Agurs, des Sohns des Jake, von Massa“                                                            | 30,1–33     | 33    | Zwei kleine Sammlungen: 30,1–14 und 30, 15–33. Die erste kleine Sammlung (Worte Agurs) ist ein spätes Kompendium, das den dreiteiligen Kanon des Tanach vorauszusetzen scheint. Die zweite kleine Sammlung besteht aus Zahlensprüchen. |
| Spr 31,1 „Worte Lemuels, des Königs von Massa, die ihn seine Mutter gelehrt hat“                                 | 31,1–31     | 31    | Lehre (31,1–9) und akrostichisches Gedicht (31,10–31); letzteres enthält in V. 27 vermutlich ein hebräisch-griechisches Wortspiel: hebräisch צֹ֭ופִיָּה ṣôfîjāh „sie überblickt“ klingt wie altgriechisch σοφία sophía „Weisheit“.          |

Nach Bernd U. Schipper stellt das Überschriftensystem einen zeitlichen Abstand zu Salomo her, da Hiskija (Chiskija) weit später in Jerusalem regierte, wobei aber der Salomo-Bezug durchgehalten wird. Denn Hiskijas Männer sammeln Salomos Sprüche, und Massa (in 30,1 und 31,1) ist eine Region im Norden der Arabischen Halbinsel, die mit Salomo unter anderem über die Königin-von-Saba-Tradition verbunden ist. Die sieben Teile des Buchs sind vom Umfang sehr ungleich, wie die jeweilige Zahl der Verse zeigt; die Sammlungen mit Salomobezug haben ein deutliches Übergewicht.
Die Einzelsprüche sind kaum zu datieren, vieles von diesem Material geht in vorexilische Zeit zurück (vgl. Spr 25,1 ). Die Endredaktion wird im 4./3. Jahrhundert v. Chr. vermutet; Jesus Sirach (um 190 v. Chr.) scheint das Buch schon zu kennen, vgl. Sir 47,17  und Spr 1,6 .

## Septuaginta-Text
Die antike Übersetzung des Sprüchebuchs ins Griechische ist, wie man annimmt, um 170 v. Chr. von jüdischen Gelehrten in Alexandria angefertigt worden (Septuaginta) und geht mit ihrer Vorlage recht frei um. Das Überschriften-System des hebräischen Textes ist weitestgehend entfernt, so dass das ganze Buch unter die Autorität König Salomos gestellt ist. Es gibt sowohl Zusätze als auch Auslassungen. Wo der hebräische Text schwierig war, haben ihn die Übersetzer kreativ auf ihre eigene Lebenswelt hin interpretiert.
Es ist umstritten, ob die hebräische Vorlage weitgehend mit dem Masoretischen Text übereinstimmte und die zahlreichen Unterschiede also das Werk der Übersetzer sind (so Johann Cook) oder einen anderen hebräischen Texttyp darstellte (so Emanuel Tov). Insgesamt ist die griechische Version etwa 130 Zeilen (Stichen) länger als der Masoretische Text.
 

Der wohl bekannteste Zusatz der Septuaginta im Sprüchebuch ist das Lob der Biene, das an das Lob der Ameise angeschlossen wurde:

„Oder gehe zur Biene und lerne, wie arbeitsam sie ist, und sie macht ihre Arbeit als eine ehrenhafte, deren Produkte Könige und Privatleute zur Gesundheit verwenden, willkommen ist sie für alle und erwartet; auch wenn sie in der Kraft schwach ist, weil sie die Weisheit achtet, hat sie es so weit gebracht.“

 Die positive Bienen-Metaphorik ist in der antiken Literatur breit vertreten, fehlt aber in der Hebräischen Bibel (wenn auch Bienenzucht bekannt war und der Honig geschätzt wurde). So wurde gerade diese Septuaginta-Passage von Autoren der Alten Kirche intensiv rezipiert, um Christen mit Bienen zu vergleichen.

## Themen
Die Spruchsammlung behandelt eine Vielzahl von Themen; es geht um allgemeine Lebensweisheit, gesellschaftliche und familiäre Verbundenheit sowie um soziale Gerechtigkeit, die sich hier ausspricht: „Öffne deinen Mund für den Stummen, für das Recht aller Schwachen! Öffne deinen Mund, richte gerecht, verschaff dem Bedürftigen und Armen Recht!“ (Spr 31,8–9 ). 
Einiges ist von solcher überzeitlicher Gültigkeit, dass ein vergleichbares Sprichwort auch im Deutschen existiert. „Wer dem andern eine Grube gräbt, fällt selbst hinein“ hat zum Beispiel Ähnlichkeit mit Spr 26,27  „Wer eine Grube gräbt, fällt selbst hinein, wer einen Stein hochwälzt, auf den rollt er zurück“. Im Blick auf das Thema Erziehung und die Wirkungsgeschichte der Züchtigung wichtig ist Spr 13,24 : „Wer die Rute spart, hasst seinen Sohn, wer ihn liebt, nimmt ihn früh in Zucht.“

### Bezug zur altägyptischen Lehre des Amenemope

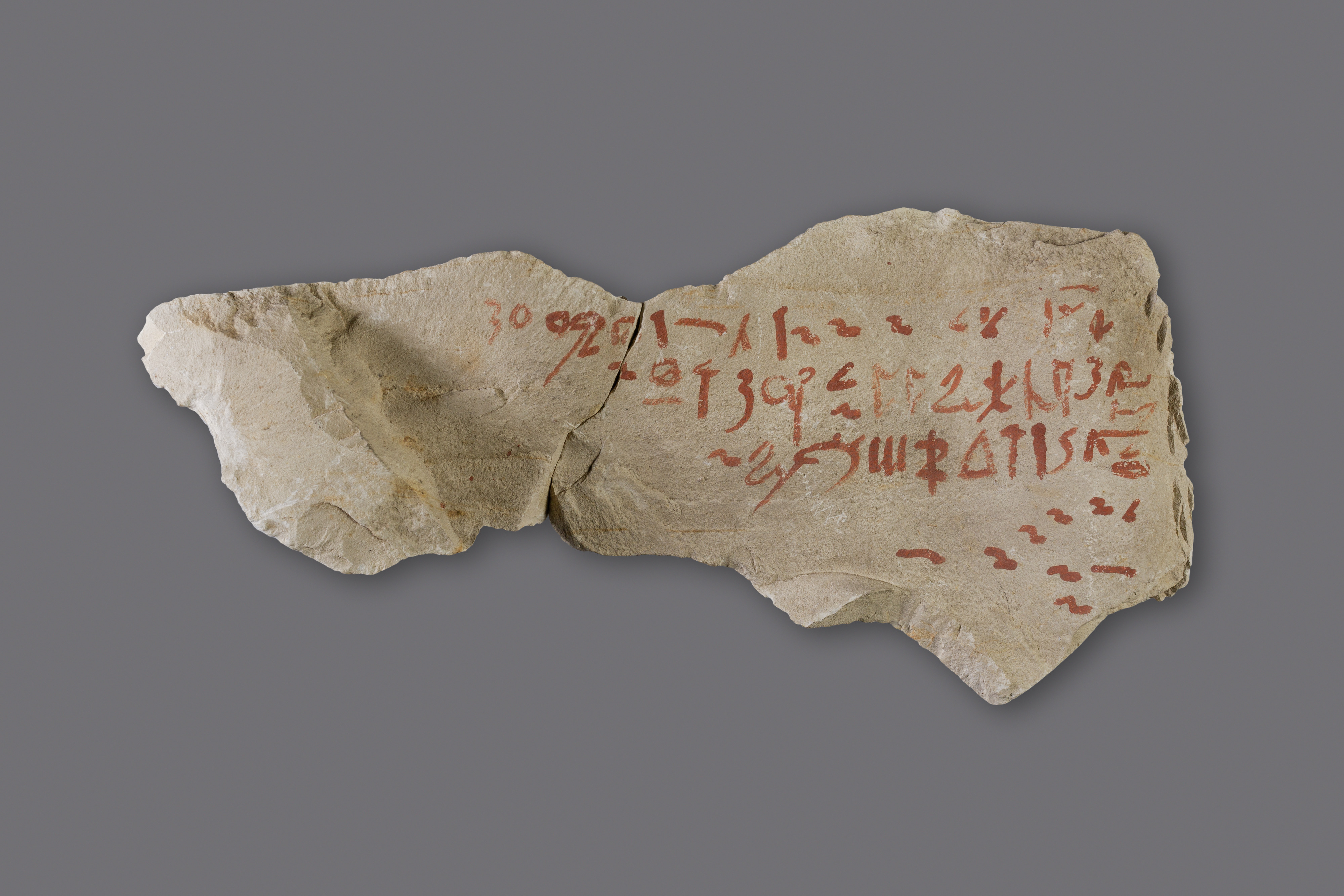
Ostrakon mit dem Anfang der Lehre des Amenemope, 525–404 v. Chr. (Metropolitan Museum of Art)

Bereits bei der Erstedition (1923) des hieratischen Papyrus mit der Lehre des Amenemope, der 1888 dem Britischen Museum übergeben worden war, fielen Ähnlichkeiten mit dem biblischen Sprüchebuch auf. Der Berliner Ägyptologe Adolf Erman benannte mehrere Parallelen und vermutete eine literarische Abhängigkeit des biblischen Textes von der altägyptischen Weisheitslehre.
Amenemope stand in einer Schultradition ägyptischer Weisheit. Er war mit den älteren Lehren des Ani und des Ptahhotep vertraut, schrieb sie aber nicht ab, sondern präsentierte den Stoff selbständig, wobei ihm gelegentlich Formulierungen der älteren Lehren in seinen Text einflossen. „So kann die Lehre des Amenemope als das erste Beispiel einer Verbindung von traditioneller Weisheit mit der persönlichen Frömmigkeit der Ramessidenzeit gelten.“ Nach Bernd Schipper verfuhr der Autor von Spr 22,17-24,22 ebenso mit der Lehre des Amenemope: Er kannte sie gut, übernahm von dort auch Themen, zitierte sie aber nicht, sondern formulierte selbständig vor dem Hintergrund seiner eigenen religiösen Prägung. Dabei gebrauchte er aber immer wieder Formulierungen des Amenemope. Dass gerade Amenemope in dieser Weise rezipiert wurde, ergibt sich aus der Beliebtheit dieser Weisheitslehre im damaligen Schulbetrieb, wie sie durch Zitate auf Ostraka und Papyri belegt ist. Die historischen Rahmenbedingungen sieht Schipper im Südreich Juda des späten 8. / frühen 7. Jahrhunderts: Die Kontakte zwischen Ägypten und Juda intensivierten sich, es gab eine pro-ägyptische Partei am Jerusalemer Hof. Necho II. setzte Jojakim als König in Jerusalem ein. Soziologische Veränderungen in der ägyptischen Beamtenschaft bewirkten, dass „klassische“ Texte der Tradition neu zugänglich und intensiv studiert wurden.

### Tun-Ergehen-Zusammenhang
Der Tun-Ergehen-Zusammenhang kann als eine Art „Grundgesetz“ der Weisheit gelten. Dabei geht es um die „Verlässlichkeit der Welt“ (Markus Witte), die sich in der Überzeugung ausdrückt, dass gute Taten ein gutes Ergehen zur Folge haben und böse ein schlechtes. Anders als Ijob (Hiob) und Kohelet (Prediger) sind die Verfasser des Buchs der Sprichwörter von der Evidenz dieses Zusammenhangs überzeugt: „Siehe, dem Gerechten wird vergolten auf Erden, wieviel mehr dem Gottlosen und Sünder!“ (Spr 11,31) Dabei gilt Gott als Garant dieses Zusammenhanges: „Der HERR lässt den Gerechten nicht Hunger leiden; aber die Gier der Gottlosen stößt er zurück.“ (Spr 10,3) Einzelne Sprüche jedoch stellen angesichts gegenteiliger Erfahrungen die Unverfügbarkeit des Handelns Gottes heraus: „Des Menschen Herz erdenkt sich seinen Weg; aber der HERR allein lenkt seinen Schritt.“ (Spr 16,9)

### Weisheit als Schöpfungsmittlerin
In der vorliegenden Fassung des Buches ist die Weisheit theologisch gedeutet, wie das Buchmotto in 1,7 deutlich macht: „Die Furcht des HERRN ist der Anfang der Erkenntnis.“ Die personifizierte Weisheit ist Mittlerin zwischen Gott und Mensch (Kapitel 1: Weisheit in der Rolle einer Prophetin; Kapitel 8: Weisheit als Schöpfungsmittlerin). 
„Vergleichbar einer Tänzerin inspirierte sie JHWH bei der Erschaffung der Welt“ und hatte Freude daran, bei den Menschen zu sein – so paraphrasiert Ludger Schwienhorst-Schönberger die Mittlerstellung der Weisheit nach Spr 8,22–31 .

## Rezeptionsgeschichte

### Im Judentum
In der jüdischen Tradition wurde Mischle wenig rezipiert, so Hanna Liss. Einzelne Sprüche wurden im Midrasch als Grundlage für Predigten verwendet. Der Abschluss des Buchs (Spr 31,10-31 ), Eschet Chajil, das Lob der „starken Frau“, wird in der häuslichen Feier am Freitagabend bei der Begrüßung des Schabbat rezitiert. Dieser Brauch entstand in kabbalistischen Kreisen, die diese „Frau“ mit der Schechina identifizierten.
Die Weisheit als Schöpfungsmittlerin wird in der rabbinischen Literatur mit der Tora identifiziert. In Spr 8,22  bezeichnet die personifizierte Frau Weisheit sich selbst als hebräisch רֵאשִׁ֣ית דַּרְכֹּ֑ו re’šît darkô, „Erstling seiner (= Gottes) Wege“, und in Gen 1,1  heißt es, dass Gott „durch den Erstling“, hebräisch בְּרֵאשִׁ֖ית bəre’šît Himmel und Erde schuf: daraus leitet der Midrasch Bereschit Rabba ab, dass Gott die Welt durch die Weisheit schuf und diese den Bauplan der Welt darstellt.

### Im Christentum
Im Neuen Testament finden sich 35 Zitate oder Bezüge auf das Buch der Sprichwörter.

### Textausgaben
- Biblia Hebraica Stuttgartensia. Deutsche Bibelgesellschaft, 5. Auflage Stuttgart 1997, ISBN 3-438-05219-9.
- Proverbs. משלי. Hrsg. von Jan de Waard (= Biblia Hebraica Quinta. Faszikel 17). Deutsche Bibelgesellschaft, Stuttgart 2008. ISBN 978-3-438-05277-3.
- The Jerusalem Bible Edition of The Koren Tanakh. Hebräisch / Englisch. Koren Publishers, 3. Auflage Jerusalem 2015. ISBN 978-965-301-723-8. Standardausgabe der Hebräischen Bibel in Israel, englische Übersetzung (von Harold Fisch) genehmigt durch die Rabbiner Moshe Feinstein und Joseph B. Soloveitchik.

### Hilfsmittel
- Wilhelm Gesenius: Hebräisches und Aramäisches Handwörterbuch über das Alte Testament. Hrsg.: Herbert Donner. 18. Auflage. Springer, Berlin / Heidelberg 2013, ISBN 978-3-642-25680-6.

### Überblicksdarstellungen
- Erhard S. Gerstenberger: Proverbia. In: Theologische Realenzyklopädie (TRE). Band 27, de Gruyter, Berlin / New York 1997, ISBN 3-11-015435-8, S. 583–590.
- Hanna Liss: Das Buch Mischle (Proverbia). In: Tanach. Lehrbuch der jüdischen Bibel (= Schriften der Hochschule für Jüdische Studien. Band 8). Universitätsverlag C. Winter, 4., völlig neu überarbeitete Auflage Heidelberg 2019, ISBN 978-3-8253-6850-0, S. 429–432.
- Arndt Meinhold: Sprüchebuch. In: Religion in Geschichte und Gegenwart (RGG). 4. Auflage. Band 7, Mohr-Siebeck, Tübingen 2004, Sp. 1626–1629.
- Ludger Schwienhorst-Schönberger: Das Buch der Sprichwörter. In: Christian Frevel (Hrsg.): Einleitung in das Alte Testament. 9., aktualisierte Auflage. Kohlhammer, Stuttgart 2016, ISBN 978-3-17-030351-5, S. 456–466.
- Markus Witte: Das Sprüchebuch. In: Jan Christian Gertz (Hrsg.): Grundinformation Altes Testament. Vandenhoeck & Ruprecht, 6. überarbeitete und erweiterte Auflage Göttingen 2019, S. 445–457, ISBN 978-3-8252-5086-7.

### Kommentare
- Hans Ferdinand Fuhs: Sprichwörter (= Die neue Echter-Bibel). Echter, Würzburg 2001. ISBN 3-429-02133-2.
- Magne Sæbø: Sprüche, übersetzt und erklärt (= Das Alte Testament Deutsch, Neubearbeitung. Band 16/1). Vandenhoeck & Ruprecht, Göttingen 2012, ISBN 978-3-525-51239-5.
- Bernd U. Schipper: Sprüche (Proverbia) 1–15 (= Biblischer Kommentar Altes Testament. Band 17/1). Vandenhoeck & Ruprecht, Göttingen 2018. ISBN 978-3-7887-3285-1.

### Monographien, Sammelbände, Zeitschriftenartikel
- Johann Cook: The Septuagint of Proverbs: Jewish and/or Hellenistic Proverbs? Concerning the Hellenistic colouring of LXX Proverbs (= Vetus Testamentum, Supplements, Band 69). Brill, Leiden 1997, ISBN 90-04-10879-3.
- Bernd U. Schipper: Hermeneutik der Tora: Studien zur Traditionsgeschichte von Prov 2 und zur Komposition von Prov 1–9. De Gruyter, Berlin u. a. 2012, ISBN 978-3-11-027948-1.
- Bernd U. Schipper: Die Lehre des Amenemope und Prov 22,17–24,22 – eine Neubestimmung des literarischen Verhältnisses. In: Zeitschrift für die Alttestamentliche Wissenschaft. Teil 1: 117/1, 2005, S. 53–72; Teil 2: 117/2, 2005, S. 232–248.